# Laives (Saona i Loira)
Laives és un municipi francès, situat al departament de Saona i Loira i a la regió de Borgonya - Franc Comtat. L'any 2007 tenia 1.002 habitants.

## Demografia

### Població
El 2007 la població de fet de Laives era de 1.002 persones. Hi havia 402 famílies, de les quals 100 eren unipersonals (48 homes vivint sols i 52 dones vivint soles), 125 parelles sense fills, 149 parelles amb fills i 28 famílies monoparentals amb fills.
La població ha evolucionat segons el següent gràfic:
Habitants censats

### Habitatges
El 2007 hi havia 469 habitatges, 401 eren l'habitatge principal de la família, 43 eren segones residències i 25 estaven desocupats. 458 eren cases i 8 eren apartaments. Dels 401 habitatges principals, 342 estaven ocupats pels seus propietaris, 48 estaven llogats i ocupats pels llogaters i 11 estaven cedits a títol gratuït; 2 tenien una cambra, 14 en tenien dues, 43 en tenien tres, 115 en tenien quatre i 227 en tenien cinc o més. 297 habitatges disposaven pel capbaix d'una plaça de pàrquing. A 159 habitatges hi havia un automòbil i a 215 n'hi havia dos o més.

### Piràmide de població
La piràmide de població per edats i sexe el 2009 era:
| Homes | Edats   | Dones |
| ----- | ------- | ----- |
| 4     | 95 o +  | 4     |
| 0     | 90 a 94 | 0     |
| 0     | 85 a 89 | 16    |
| 4     | 80 a 84 | 4     |
| 16    | 75 a 79 | 20    |
| 12    | 70 a 74 | 28    |
| 32    | 65 a 69 | 36    |
| 24    | 60 a 64 | 8     |
| 16    | 55 a 59 | 4     |
| 40    | 50 a 54 | 32    |
| 24    | 45 a 49 | 20    |
| 36    | 40 a 44 | 20    |
| 32    | 35 a 39 | 52    |
| 56    | 30 a 34 | 36    |
| 16    | 25 a 29 | 24    |
| 16    | 20 a 24 | 16    |
| 20    | 15 a 19 | 12    |
| 16    | 10 a 14 | 40    |
| 36    | 5 a 9   | 40    |
| 40    | 0 a 4   | 36    |

## Economia
El 2007 la població en edat de treballar era de 656 persones, 493 eren actives i 163 eren inactives. De les 493 persones actives 456 estaven ocupades (240 homes i 216 dones) i 37 estaven aturades (17 homes i 20 dones). De les 163 persones inactives 71 estaven jubilades, 57 estaven estudiant i 35 estaven classificades com a «altres inactius».

### Ingressos
El 2009 a Laives hi havia 395 unitats fiscals que integraven 1.012 persones, la mediana anual d'ingressos fiscals per persona era de 19.636,5 €.

### Activitats econòmiques
Dels 40 establiments que hi havia el 2007, 1 era d'una empresa alimentària, 3 d'empreses de fabricació d'altres productes industrials, 9 d'empreses de construcció, 6 d'empreses de comerç i reparació d'automòbils, 2 d'empreses de transport, 6 d'empreses d'hostatgeria i restauració, 1 d'una empresa d'informació i comunicació, 5 d'empreses de serveis, 2 d'entitats de l'administració pública i 5 d'empreses classificades com a «altres activitats de serveis».
Dels 14 establiments de servei als particulars que hi havia el 2009, 2 eren paletes, 3 guixaires pintors, 2 fusteries, 2 lampisteries, 1 perruqueria i 4 restaurants.
L'únic establiment comercial que hi havia el 2009 era una fleca.
L'any 2000 a Laives hi havia 13 explotacions agrícoles que ocupaven un total de 679 hectàrees.

## Equipaments sanitaris i escolars
El 2009 hi havia una escola elemental integrada dins d'un grup escolar amb les comunes properes formant una escola dispersa.

## Poblacions més properes
El següent diagrama mostra les poblacions més properes.